# Vertrag von Paris (1320)
Der Vertrag von Paris  vom 5. Mai 1320 sollte der Versöhnung Roberts III., Graf von Flandern, mit dem französischen König Philipp V. dienen. Der Unterzeichnung waren jahrelange Unzufriedenheiten auf flämischer Seite vorausgegangen. 
Der Unmut reichte mindestens bis zum französisch-flämischen Krieg von 1300 zurück. Hier war es den Truppen des französischen Königs Philipp IV. gelungen, Guido I. von Dampierre, den damaligen Grafen von Flandern, dessen Sohn Robert und mehrere Adlige gefangen zu nehmen. Sie wurden erst im Jahre 1305 wieder freigelassen. 
Der Vater war während der Haftdauer gestorben und sein Sohn Robert, Graf von Nevers und auch Robert von Béthune genannt, neuer Graf von Flandern geworden. Bedingung für Freilassung und Rückgabe der Grafschaft Flandern war die Akzeptierung des von Frankreich diktierten Vertrages von Athis-sur-Orge im Jahr 1305. Die auferlegten drückenden Lasten führten zu neuerlicher Opposition in Flandern. Auch ein am 11. Juli 1312 in Pontoise von Graf Robert III. beschworener Frieden mit Verpfändung der Orte Lille, Douai und Béthune an die französische Krone war nur von kurzer Dauer, denn von 1314 bis 1316 zogen die Flamen erneut in den Krieg gegen Frankreich, den das Königreich gewann. Der Grafschaft wurden neue Belastungen aufgebürdet. 
Die latente Kriegsneigung der Flamen und ihres Grafen beeinträchtigte die Geschäfte der Städte in Flandern, die im Tuchehandel gut verdienten. Ihr Drängen auf Frieden bereitete den Boden für den Vertrag von Paris. Frankreichs Herrscher wiederum hatte Interesse, die Grafschaft in seinem Einflussgebiet zu behalten, zumal die dortigen Städte eine Liaison ihres Herrscherhauses mit England gern gesehen hätten. 
Im Vertrag wurde nunmehr eine Verehelichung Ludwig II. von Nevers (er war der Enkel von Robert III., dessen Sohn war Ludwig I. von Nevers) mit Margarete von Frankreich, einer Tochter des französischen Königs Philipp V., festgelegt. Das Paar heiratete am 21. Juli 1320. Die Orte Lille, Douai und Orchies gingen in diesem Vertrag endgültig an Frankreich. Graf Robert III. von Flandern wurde von der Erbfolge ausgeschlossen. Die Flamen sollten 30.000 Livres für den König aufbringen und ihren Grafen bei keinem etwaigen Vertragsbruch unterstützen.
Trotz der erzwungenen Lehenshuldigung an den französischen König wurde Robert III. kein treuer Kronvasall. Er boykottierte finanzielle Verpflichtungen und strebte nach weniger französischer Abhängigkeit für Flandern, bis er 1322 starb.